# Lycosa septembris
Lycosa septembris là một loài nhện trong họ Lycosidae.
Loài này thuộc chi Lycosa. Lycosa septembris được Embrik Strand miêu tả năm 1906.